# Bahnstrecke Nymburk město–Veleliby
| Kursbuchstrecke (SŽ): | 061                  |                                  |                                  |
| Streckenlänge: | 3,554 km             |                                  |                                  |
| Spurweite: | 1435 mm (Normalspur) |                                  |                                  |
| Streckenklasse: | C3                   |                                  |                                  |
| Streckengeschwindigkeit: | 70 km/h              |                                  |                                  |
| |                      |                                  |                                  |
| \| \| \| von Poříčany (vorm. StEG) \| \| \| \| 0,015 \| Nymburk město \| Nymburk město \| \| \| \| nach Nymburk hl. n. (vorm. StEG) \| \| \| \| \| Znojmo–Děčín-Prostřední Žleb \| \| \| \| \| Nymburk hl. n.–Mladá Boleslav \| \| \| \| \| von Nymburk hl. n. (vorm. ÖNWB) \| \| \| \| 3,569 \| Veleliby \| Veleliby \| \| \| \| nach Mladá Boleslav (vorm. ÖNWB) \| \| \| \| \| nach Jičín (vorm. BCB) \| \| |                      |                                  |                                  |
| Strecke |                      | von Poříčany (vorm. StEG)        | von Poříčany (vorm. StEG)        |
| Bahnhof | 0,015                | Nymburk město                    | Nymburk město                    |
| Abzweig geradeaus und nach rechts |                      | nach Nymburk hl. n. (vorm. StEG) | nach Nymburk hl. n. (vorm. StEG) |
| Kreuzung geradeaus oben |                      | Znojmo–Děčín-Prostřední Žleb     | Znojmo–Děčín-Prostřední Žleb     |
| Kreuzung geradeaus oben |                      | Nymburk hl. n.–Mladá Boleslav    | Nymburk hl. n.–Mladá Boleslav    |
| Abzweig geradeaus und von links |                      | von Nymburk hl. n. (vorm. ÖNWB)  | von Nymburk hl. n. (vorm. ÖNWB)  |
| Bahnhof | 3,569                | Veleliby                         | Veleliby                         |
| Abzweig geradeaus und nach links |                      | nach Mladá Boleslav (vorm. ÖNWB) | nach Mladá Boleslav (vorm. ÖNWB) |
| Strecke |                      | nach Jičín (vorm. BCB)           | nach Jičín (vorm. BCB)           |

Die Bahnstrecke Nymburk město–Veleliby ist eine Eisenbahnverbindung in Tschechien, die ursprünglich von der priv. Österreichisch-ungarischen Staatseisenbahngesellschaft (StEG) als Teil der Lokalbahn Poříčan–Nimburg erbaut und betrieben wurde. Sie verläuft von Nymburk nach Veleliby und verknüpft im Eisenbahnknoten Nymburk die Strecken Poříčany–Nymburk und Veleliby–Jičín unter Umgehung des Bahnhofes Nymburk hlavní nádraží miteinander.

## Geschichte
Grundlage für den Bau der Verbindungsbahn war die am 11. März 1883 für die StEG ausgestellte Konzession für den Bau der Lokalbahn von Sadská nach Nymburk. Die Verbindungsbahn wurde am 26. August 1883 mit jener gemeinsam in Betrieb genommen. Mit der Verbindungsbahn entstand unter Einbeziehung der Lokalbahn Nimburg–Jičín der k.k. priv. Böhmischen Commercialbahnen (BCB) eine durchgehende – im Eigentum der StEG befindliche – Verbindung von Prag über Poříčany und Nymburk nach Jičín.
Nach der Verstaatlichung der StEG im Oktober 1909 gehörte die Strecke zum Netz der k.k. Staatsbahnen (kkStB). Nach dem Zerfall Österreich-Ungarns kam sie 1919 an die neu gegründeten Tschechoslowakischen Staatsbahnen (ČSD). Am 1. Januar 1993 ging die Strecke im Zuge der Auflösung der Tschechoslowakei an die neu gegründeten České dráhy (ČD) über. Seit 2003 gehört sie zum Netz des staatlichen Infrastrukturbetreibers Správa železniční dopravní cesty (SŽDC), seit 2020: Správa železnic.
Im Reiseverkehr wurde die Verbindungsbahn über Jahrzehnte von Personenzügen von Prag über Poříčany nach Jičín befahren. Mit der Elektrifizierung der Bahnstrecke Poříčany–Nymburk im Jahr 1961 wurden die Verbindungen in Nymburk město gebrochen, die Züge von Prag endeten seitdem in Nymburk hlavní nádraží. Erst Ende der 1990er verkehrten auch die Reisezüge in der Relation Nymburk–Jičín von und nach Nymburk hlavní nádraží, womit die Verbindungsbahn ihren Reiseverkehr verlor. Reisende von Prag nach Jičín müssen seitdem in Nymburk hlavní nádraží umsteigen.
Seit dem Fahrplanjahr 2017 nutzt ein nur im Sommerhalbjahr am Wochenende verkehrender Eilzug in der Relation Praha-Vršovice–Jičín–Turnov die Verbindungsbahn.